# 藝術指導工會
藝術指導工會（Art Directors Guild），是美國的工會和國際戲劇和舞台成員聯盟（IATSE）的分支機構。
藝術指導工會發起的活動，包括年度傑出電影製作設計獎與藝術畫廊800。奥斯卡电影档案馆收藏了艺术指导协会的作品，其中包括2012年和2014年与布景艺术家进行的活动录音和15次访谈。

## 外部鏈接
- Art Directors Guild （页面存档备份，存于） official site
- Art Directors Guild （页面存档备份，存于） page on IMDB
- IATSE （页面存档备份，存于） official website